# Días de los Defensores de la Democracia
Los Días de los Defensores de la Democracia son fechas conmemorativas en el Perú en las que se rinde homenaje a aquellas personas que fallecieron o quedaron heridas en la lucha contra las organizaciones terroristas Sendero Luminoso y MRTA. Dichas fechas conmemorativas son el 22 de abril (Operación Chavín de Huántar) y 12 de septiembre (Captura de Abimael Guzmán).

## Establecimiento
En el año 2007, durante el segundo gobierno de Alan García, se estableció el Día de los Defensores de la Democracia a través de la Ley Nº 29031 para rendir:
... homenaje a los miembros de las Fuerzas Armadas, Policía Nacional del Perú, Comités de Autodefensa y ciudadanos que fallecieron, quedaron heridos o discapacitados en la lucha contra el terrorismo; y, a todas aquellos que en la lucha contra-subversiva prestaron eminentes servicios a la Nación.
Además, a través de la referida ley se estableció la creación de la condecoración "Medalla al Defensor de la Democracia" y la creación de un Consejo de Condecoración para el otorgamiento de tal distinción.
En el año 2011, se estableció el día 22 de abril, día de la Operación Chavín de Huántar, como el Día de los Defensores de la Democracia a través del Decreto Supremo Nº 026-2011-PCM. En el año 2012, se publicó la Ley Nº 29960 que modifica la Ley Nº 29031 en la que se establece como Días de los Defensores de la Democracia los días 22 de abril y 12 de septiembre (día de la captura de Abimael Guzmán, líder de Sendero Luminoso).

## Medalla al Defensor de la Democracia
En el año 2014, a través de la Resolución Ministerial Nº 076-2014-PCM se aprobó el estatuto del Consejo de Condecoración "Medalla al Defensor de la Democracia". A partir de dicha Resolución Ministerial se estableció los siguientes grados:
|   | Distinción   | Descripción |
| - | ------------ | --- |
| 1 | Gran Cruz    | Condecoración otorgada a quienes participaron directamente en la captura de altos mandos terroristas. |
| 2 | Gran Oficial | Condecoración otorgada a quienes participaron en la planificación de la captura de altos mandos terroristas. |
| 3 | Comendador   | Condecoración otorgada a quienes participaron directamente en actos de enfrentamiento contra subversivos que permitieron la preservación, fortalecimiento o restitución del sistema democrático y el Estado de Derecho a nivel regional o nacional.             |
| 4 | Oficial      | Condecoración otorgada a quienes participaron en la planificación de los actos de enfrentamiento contra subversivos que permitieron la preservación, fortalecimiento o restitución del sistema democrático y del Estado de Derecho a nivel regional o nacional. |
| 5 | Caballero    | Condecoración otorgada a quienes participaron de manera directa en zonas de conflicto terroristas realizando labores de apoyo logístico o armado en defensa de la población y de la democracia.                                                                 |

El 12 de septiembre del 2017, se otorgó la "Medalla al Defensor de la Democracia" a 86 miembros del GEIN, en conmemoración, además, del 25 aniversario de la captura de Abimael Guzmán. En el año 2019, se otorgó la medalla a los miembros del Comando Chavín de Huántar.
El 12 de septiembre del 2022, se aprobó la otorgación de la "Medalla al Defensor de la Democracia" a 27 mineros y 20 miembros del personal auxiliar que participaron en la construcción de los túneles que posibilitaron la realización de la Operación Chavín de Huántar contra el MRTA. Además, se aprobó la otorgación de la referida medalla a 59 efectivos de la  Policía Nacional del Perú (PNP).
El 12 de septiembre de 2023, se otorgó la "Medalla al Defensor de la Democracia" a 54 miembros de la PNP.